# Kollungeröd vatten
Kollungeröd vatten är en sjö i Orusts kommun i Bohuslän och ingår i Göta älv-Bäveåns kustområde. Sjön är 2,5 meter djup, har en yta på 0,689 kvadratkilometer och är belägen 36,2 meter över havet. Kollungeröd vatten ligger i ett naturreservat och Natura 2000-område med samma namn. Vid provfiske har bland annat abborre, gädda, löja och mört fångats i sjön.

## Delavrinningsområde
Kollungeröd vatten ingår i det delavrinningsområde (645661-126162) som SMHI kallar för Utloppet av Kollungeröd Vatten. Medelhöjden är 54 meter över havet och ytan är 10,62 kvadratkilometer. Det finns inga avrinningsområden uppströms utan avrinningsområdet är högsta punkten. Avrinningsområdets utflöde mynnar i havet. Avrinningsområdet består mestadels av skog (42 procent), öppen mark (18 procent) och jordbruk (33 procent). Avrinningsområdet har 0,62 kvadratkilometer vattenytor vilket ger det en sjöprocent på 5,8 procent.

## Fisk
Vid provfiske har följande fisk fångats i sjön:
- Abborre
- Gädda
- Löja
- Mört
- Ruda
- Sarv
- Sutare